# Zostera noltii
La broza (Zostera noltii) es una planta acuática perteneciente a la familia Zosteraceae. 

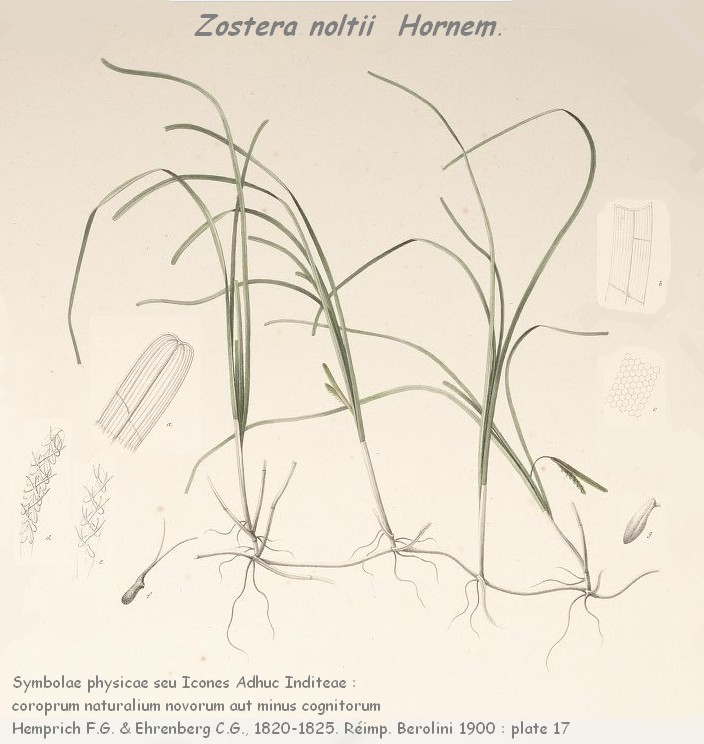
Ilustración

## Descripción
Planta marina que habita aguas muy salinas. Esta fanerógama acuática es una planta de porte herbáceo, perenne, que vive permanentemente sumergida en aguas marinas. Sus hojas son alargadas y estrechas y florece a finales de primavera y en verano.

## Hábitat
Planicies fangosas intermareales y en los bordes de los fangos de reciente reposición.

## Distribución
Zostera noltii aparece en las costas noratlánticas de Europa y África, desde Noruega meridional al norte hasta Mauritania en el sur; en el Mediterráneo, mar Negro, mar Caspio y mar de Aral. En el mar Caspio y en el de Aral es la única planta acuática.
En el Mediterráneo, Zostera noltii se encuentra en las lagunas litorales de las costas  continentales (Estanque de Thau, Estanque de Berre, litoral de la Camarga, norte del Golfo de Fos, Port-Cros...) y de  Córcega.

En España en la Bahía de Cádiz, y en las rías gallegas.

Zostera noltii coexiste en las mismas zonas geográficas que Zostera marina, en las praderas monoespecíficas, por ejemplo en el  estanque de Thau (Hérault, Francia). Sin embargo la especie Zostera noltii aparece más bien localizada en las aguas poco profundas (0,1-1,5 m), donde las presiones mecánicas son fuertes y los sedimentos de textura grosera  y pobres en  materia orgánica ; Zostera marina se desarrolla  más bien en la franja profunda (1-3 m), en zonas con hidrodinamismo moderado y sobre sedimentos finos y ricos en materia orgánica.

## Taxonomía
Zostera noltii fue descrita por Jens Wilken Hornemann y publicado en Flora Danica 12(3): t. 2041. 1832.
Etimología
Zostera: nombre genérico que deriva de las palabras griegas: zoster, que significa "una faja", refiriéndose a las hojas en forma de cinta.
noltii (o noltei): epíteto otorgado  en homenaje a Ernst Ferdinand Nolte (1791-1875), botánico alemán, profesor en la Universidad de Kiel.
Sinónimos

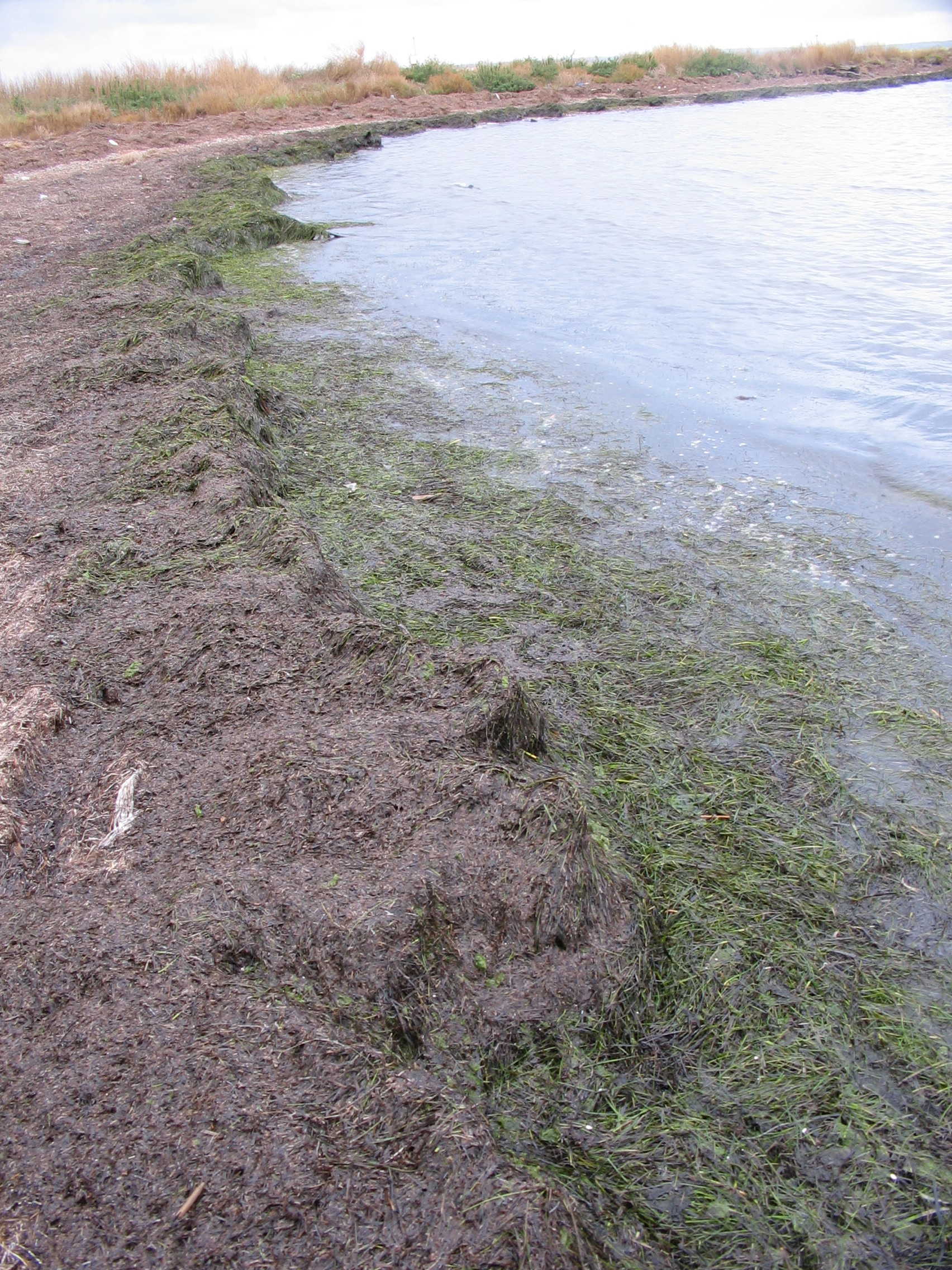
Zostera noltii à Port-Saint-Louis-du-Rhône, playa de Carteau. Diciembre 2009.

En ciertas obras, Zostera noltii Hornem. es llamada Nanozostera noltii (Hornem.) Toml. & Posl.
De hecho, la Biblioteca numérica Aluka nos da la sinonimia de Nanozostera noltii:
- Zostera nana Mert. ex Roth
- Zostera hornemanni Rouy
- Zostera noltii Hornem.

Tela Botanica no tiene en cuenta más que el nombre Zostera noltei Hornem. con 5 sinónimos:
- Zostera nana Roth, 1827
- Zostera uninervis Rchb., 1830
- Zostera minor Nolte ex Rchb., 1842, 1844
- Zostera nodosa, 1845
- Zostera pumila Le Gall, 1850

Según The Plant List
- Nanozostera noltii (Hornem.) Toml. & Posl.
- Phucagrostis minor Cavolini
- Zostera angustifolia Loser
- Zostera emarginata Ehrenb. & Hempr. ex Asch.
- Zostera minor Nolte ex Rchb.
- Zostera nana Roth
- Zostera nana var. latifolia Harmsen
- Zostera nodosa Guss.
- Zostera pumila Le Gall
- Zostera trinervis Stokes
- Zostera uninervis Vahl ex Rchb.[11]